# Lagos (Vélez-Málaga)
Lagos es una localidad del municipio de Vélez-Málaga, en Andalucía, España.
Lagos limita con:
- Este: El Morche
- Oeste: Mezquitilla
- Norte: Algarrobo
- Sur: Mar Mediterráneo

## Historia
Al tiempo que los Reyes Católicos conquistaron estas tierras a los nazaríes (1487), el límite oriental de Vélez-Málaga llegaba al que hoy tiene Caleta con Algarrobo, el resto al levante, y hasta el río de Güi pertenecía al territorio de Bentomiz, Lagos pues era de la Taha de Bentomiz.
La posterior rendición de los castillos de Torrox y Bentomiz a sus Majestades Católicas hizo que tanto el territorio de Bentomiz como el conocido por la Taha de Frigiliana extendieran el territorio de Vélez por la parte oriental hasta el barranco de Cantarriján, en Maro, hoy límite provincial con Granada.
Los reyes confirmaron a Vélez la jurisdicción de este territorio por privilegio otorgado un 26 de julio de 1501, por lo que pasó a depender de Vélez.
Trescientos once años más tarde (1812), las cortes de Cádiz aprobaron una Constitución cuya ampliación venía a romper las estructuras del antiguo régimen, y concretamente en su artículo 310 ordenaba que todas las poblaciones que tuvieran más de 1000 habitantes automáticamente se transformaran en municipios con su correspondiente ayuntamiento y territorio. Los que no llegaran a las mil almas podrían igualmente acceder a ello siempre y cuando mediante el oportuno expediente con el visto bueno de la ciudad cabeza de Jurisdicción fuese autorizado por la Diputación Provincial.
Algarrobo se transformó en un pueblo con Ayuntamiento Constitucional, pero Lagos no alcanzó los mil habitantes.

## Monumentos
Como monumento histórico tiene una torre morisca que se conserva intacta, desde la cual se divisa la totalidad del pueblo así como el mar y una escuela-capilla junto a la playa muy peculiar porque antaño fue casa de peones camineros y hoy alberga en su interior una pequeña imagen de la Virgen del Carmen que corona su altar.

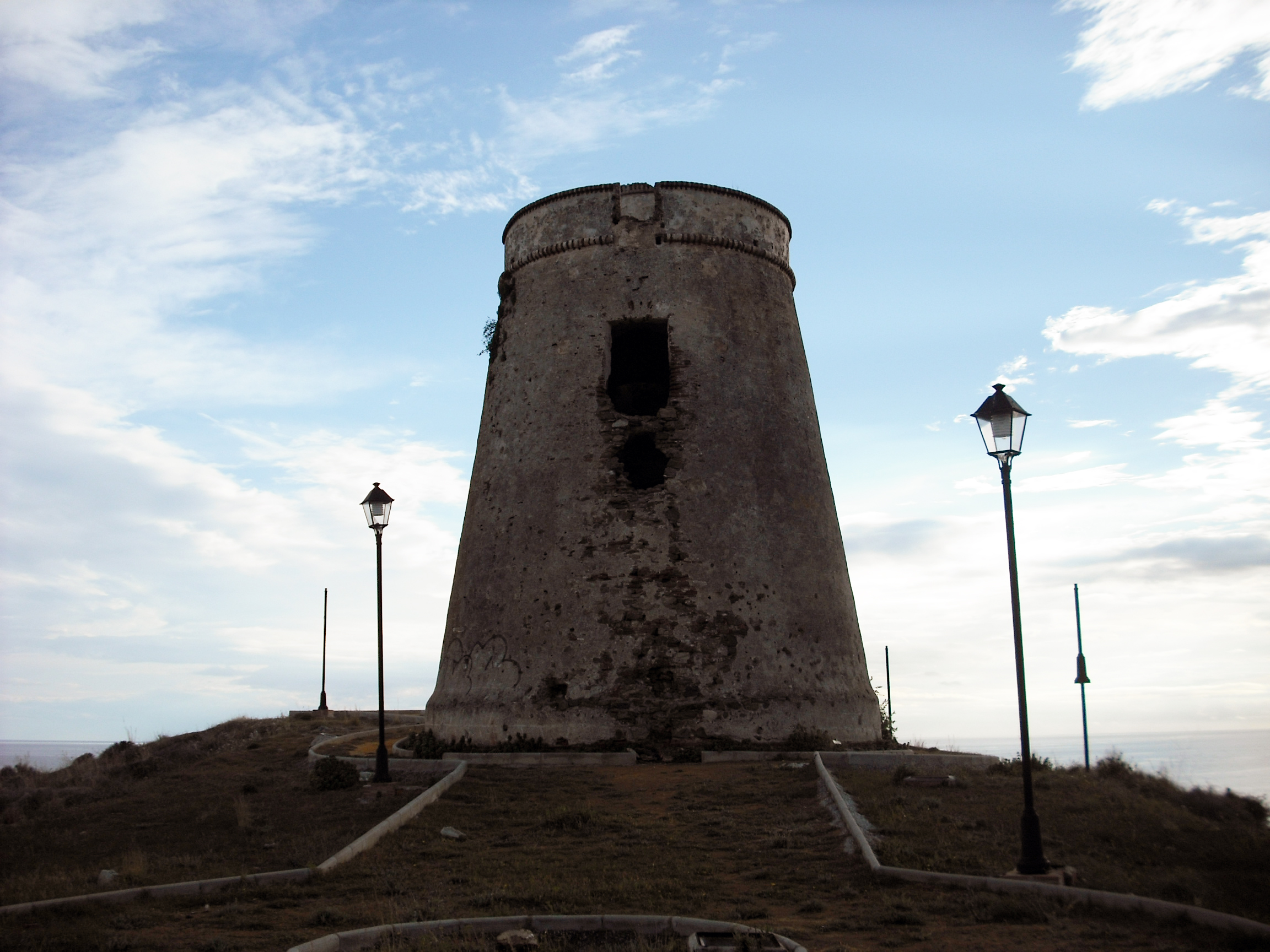
Torre vigía de Lagos

## Fiestas
Por lo general, la primera semana de agosto es la feria del pueblo, que dura tres días: el viernes por la noche, además del cante amenizado por una orquesta, se elige a la reina del pueblo (infantil y joven), a la dama de honor y a Miss Visitante . El sábado suele darse una espetá de sardinas gratis y el domingo, a mediodía, paella.
En septiembre es típica la noche de Las Candelarias, donde se amontonan (en medio del río de Lagos, que se encuentra totalmente seco) durante varios días maderas, leña... creando una enorme montaña, para posteriormente, por la noche, quemarla y bailar todos juntos alrededor del fuego.

## Transporte público
Los autobuses interurbanos conectan Lagos con las ciudades de Málaga, Vélez-Málaga, Torrox y Nerja. La siguiente línea del Consorcio de Transporte Metropolitano del Área de Málaga tienen paradas en su territorio:
| Línea | Trayecto                                | Recorrido y horarios | Plano |
| ----- | --------------------------------------- | -------------------- | ----- |
| M-362 | Málaga-Nerja (por Torre de Benagalbón)  | Recorrido y horarios | Plano |
| M-363 | Málaga-Torrox (por Torre de Benagalbón) | Recorrido y horarios | Plano |